# 野村彩也子
野村 彩也子（のむら さやこ、1997年9月25日 - ）は、TBSテレビのアナウンサー。

## 来歴
能楽師の家系（野村万蔵家）の一族である野村萬斎の長女。実弟に野村裕基、親戚に野村太一郎や六世野村万之丞がいる。
白百合学園幼稚園、白百合学園小学校、白百合学園中学校・高等学校を経て慶應義塾大学環境情報学部へ進学。幼少期に公文教育研究会の教室へ通っていた縁で、大学時代に「公文式」のテレビCMで萬斎との「親子共演」を果たしたほか、
「CanCam it girl」（ファッション誌『CanCam』の専属読者モデル）としても活動していた。
大学卒業後の2020年4月1日付で、アナウンサーとしてTBSテレビへ入社。同年9月26日放送の『お笑いの日2020』
で同期の齋藤慎太郎と共に「初鳴き」（アナウンサーとしての番組デビュー）を経験してからは、情報・バラエティ系の番組を主に担当していた。
一時は担当番組の総数が（TBSラジオを含めた）TBSグループ内で10本に達していたが、2023年3月から、レギュラーで出演していた番組を突如降板することが相次いだ。降板に至った理由や事情は放送上公表されなかったが、TBSテレビの広報・IR部は、担当番組の急速な減少に関する社外からの取材に「体調不良で同年9月から休養中」と回答。2024年4月には、休養が過労に起因することを正式に発表した。
休養は1年間に及んだが、体調が回復したことを受けて、2024年の9月第3週から所属部署のアナウンスセンターへ復帰。復帰後は、主にナレーションを担当しつつ、2024年11月24日の未明に放送された『OAを見た後に…語らナイト』（関東ローカル向けの収録番組）からテレビ番組への顔出し出演を再開している。
なお、TBSテレビでは野村のアナウンス業務再開に際して、本人が体調不良に至った原因を「（前述した担当番組の集中などによる）業務の過多」と説明。体調不良の兆候を早期に察知できなかったことや、本人に対する業務の負担を調整できなかったことへの深い反省の下に、局内で再発の防止へ取り組んでいることも明らかにしている。

## 人物・エピソード
- 所有資格は英語検定2級、漢字検定2級、ニュース時事能力検定準2級、Royal Academy of Dance Grade4、普通自動車運転免許[1]、日本化粧品検定一級[13]。
- 趣味はサッカー観戦で[14]、2018年のW杯ロシア大会は全試合を観戦したと語っている[15]。またそれ以外にも旅行、映画・韓国ドラマ鑑賞、化粧品収集などを趣味としてあげている[15]。
- Jリーグの中では川崎フロンターレのファンであることを公言している[16]。
- 小学生の頃は、クラシックバレエを習っていた[17]。
- 好きな食べ物はかき氷[15]。
- 好きな有名人は大橋未歩、石原さとみ[18]。
- 大学在学中はサッカーサークルに所属し、マネージャーを務めていた[19]。
- ゼミではSNSやインスタグラムについて研究[15]。
- オックスフォード大学とウィリアム・アンド・メアリー大学へ留学経験がある[15][17]。
- 『ミス慶應SFCコンテスト2018』に出場、グランプリに選出[20]。
- テレビ朝日とフジテレビのアナウンススクールに通っていた[21][22]。
- 同期入社は齋藤慎太郎アナウンサー[15]。

## 現在の出演番組

### テレビ
- ひるおび
  - 月 - 水曜日の午前枠（11時台の天気予報→コーナープレゼンター）：2020年9月29日 - 2021年9月30日
  - 水曜日の午前枠（生中継企画のリポーター）：2022年5月4日 - 2023年6月28日
  - ナレーター（金曜日担当）：2024年11月29日 -
  - プチブランチ（2022年10月4日 - 2023年3月9日、2025年1月-）
    - 2022年内は日比、2023年に入ってからは小林麗菜と交互に隔週で出演していた。2023年3月に降板したが2025年1月より復帰。

### ラジオ
- TBSラジオプレス：2025年1月6日 -

## 過去の出演番組

### テレビ

#### アナウンサーとして出演
- お笑いの日2020（2020年9月26日）
- あさチャン!（2020年9月28日 - 2021年9月30日） - 気象キャスター[注 1]→エンタメキャスター[注 2]
- ゴゴスマ -GO GO!Smile!-（CBCテレビ制作・最新ニュース担当、隔週水曜日、2020年10月 - 2021年9月29日）[注 3]
- オールスター感謝祭2020秋（2020年10月3日）
- アッコにおまかせ!（2020年10月4日）- 同期の齋藤とゲスト出演
- TBS秋の新番組プレゼン祭 新ドラマの魅力が丸わかり!（2020年10月11日）
- 王様のブランチシリーズ（進行担当として2023年の途中まで出演）
  - 真夜中のブランチ →　よるのブランチ（2020年10月17日 - 2023年9月）[23]
  - 王様のブランチ（2021年4月14日 - 2023年9月2日）
- ぴったんこ・カンカン（2020年11月13日 - 2021年） - ロケキャスター（不定期）
- ウッチャン式（2020年11月28日・2021年1月3日） - アシスタント
- 胸キュン女子が絶賛! TBS恋愛ドラマ祭り豊洲開催～逃げ恥&恋つづ&ナギサ…の世界（2020年11月28日）
- 笑いの王者が大集結! ドリーム東西ネタ合戦2021（2021年1月1日） - 進行役
- 東大王（2021年1月13日、4月28日） - ゲスト出演
- サンデージャポン（不定期出演）
- 最愛 最終話（2021年12月17日）
- クイズ!THE違和感（2022年2月22日） - 進行役（田村真子の代理）
- KAT-TUNの食宝ゲッットゥーン（2021年4月22日 - 2022年3月） - 進行
- ラヴィット!（ニュースキャスター／隔週金曜、2021年4月 - 9月→火曜、2022年4月5日 - 9月）
- 今晩、Paraviれば - ナビゲーター、ナレーション
- イベントGO!（2021年10月7日 - 2023年4月1日） - 声の出演
- THE TIME'/THE TIME,（進行/木・金曜日、2021年10月1日 - 2022年9月30日→月・火曜日、2022年10月3日 - 2023年3月28日）
- 賞金奪い合いネタバトルソウドリ〜SOUDORI〜（2021年4月26日 - 2023年5月30日） - 「サヤ・ノムラ」名義で進行
- OAを見た後に…語らナイト (2024年11月24日)
  - TBSテレビが制作している連続ドラマから1つの作品を、同局の現職アナウンサー3人が1話分鑑賞した後に、その作品のPRを兼ねて「パジャマトーク」を展開する収録番組。テレビ番組への顔出し出演はアナウンス業務の再開後初めてで、『海に眠るダイヤモンド』について日比・浦野芽良（2024年入社）と語り合った。

#### ドラマ出演
- 背筋も凍るほわ〜い話（2021年7月24日）- 大学生の娘 役[24][25]
- オールドルーキー 第7話（2022年8月14日） - アナウンサー 役[26]
- 君の花になる 第6話（2022年11月22日） - インタビュアー 役[27]
- ラストマン-全盲の捜査官- 最終話（2023年6月25日） - 記者 役[28]

### ラジオ
- 爆笑問題の日曜サンデー（2020年10月25日）
- エンタメExpress（2021年1月20日） - 番組ナビゲーター
- エンタメ満載!ここだけの話（2020年9月25日 - 2023年9月）

### その他
- 一日警察署長 月島警察署（2023年5月14日）[29]

## TBS入社前の出演

### CM
- 日本公文教育研究会（2019年）[30]